# Гусукума Сэйхо
Гусукума Сэйхо (яп. 城間　清豊 гусукума сэйхо:), 1614—1644 — придворный художник в королевстве Рюкю. Также известен под именем Дзи Рё (яп. 自了 дзи рё:) и под китаизированным именем Цинь Кешэн　(кит. трад. 欽可聖, пиньинь qīn kěshèng, яп. Кин Касэй).
Сэйхо родился в знатной семье в столице Рюкю, Сюри. Отец Сэйхо был музыкантом, но сам Сэйхо от рождения был глухим, из-за чего он решил направить силы в другое русло, самостоятельно научившись рисовать. Он учился на китайских картинах, они сильно повлияли на его стиль.
Узнав о молодом художнике, король Сё Хо позвал его ко двору, а затем нарёк ему имя Дзи Рё. Говорят, что китайские послы, видевшие его картины, сравнивали его с лучшими китайскими художниками, а Кано Ясунобу, придворный художник при Токугавах, хвалил его талант, когда одну из картин Гусукумы попала в Эдо в 1634 году вместе с послом.
Все работы Сэйхо, кроме одной, были уничтожены во время битвы за Окинаву. Сохранилась лишь одна, имеющая печать, подтверждающую его авторство, она содержится в музее префектуры Окинава и имеет статус важнейшего культурного памятника Японии. На ней изображено фантастическое животное, известное в Японии как хакутаку, а в Китае — как байцзэ.